# Hemmeromloop
De Hemmeromloop is een hardloopwedstrijd over de weg met een afstand van 10 km, die jaarlijks plaatsvindt in Hem.

## Historie
De Hemmeromloop werd in 1986 voor het eerst georganiseerd door het Hemmer Organiserend Comité. De wedstrijd vindt plaats in het Noord-Hollandse dorpje Hem, gelegen tussen Hoorn en Enkhuizen, op de laatste zondag van augustus. De route start vanaf de Torenweg en de finish is op de Hemmerbuurt. Er wordt om de Hemmertoren gelopen.
Aan deze wedstrijd hebben onder meer de latere wereldrecordhouder marathon Wilson Kipsang, de latere wereldkampioen Ghirmay Ghebreslassie en de Nederlandse kampioenen Elizeba Cherono (2016), Inge de Jong (2010) en Paul Zwama (2014) meegedaan. In de periode 2004 tot 2011 werd er naast de 10 km wedstrijd ook gelopen over een afstand van 10 Engelse mijl.
De 30e editie in 2016 had onder meer de volgende deelnemers op de startlijst staan: Michel Butter, Ronald Schröer, Alpha Kisa (Kenia), Victor Kamuren (Kenia), Sam Cherop (Oeganda), Christiaan Bosselaar, Lucas Nieuweboer, Selma Borst en olympiër Tejitu Daba (Bahrein).

## Parcoursrecords

### 10 km
| Categorie | Naam           | Land     | Tijd  | Jaar |
| --------- | -------------- | -------- | ----- | ---- |
| Mannen    | Wilson Kipsang | Kenia    | 27.51 | 2007 |
| vrouwen   | Tejitu Daba    | Ethiopië | 32.20 | 2016 |

### 10 Eng. mijl
| Categorie | Naam                 | Land  | Tijd  | Jaar |
| --------- | -------------------- | ----- | ----- | ---- |
| Mannen    | Henry Kipkosgei Mayo | Kenia | 47.10 | 2010 |

## Uitslagen

### 10 km
| Jaar | Snelste man        | Land    | Tijd  | Snelste vrouw         | Land     | Tijd  | Uitslagen |
| ---- | ------------------ | ------- | ----- | --------------------- | -------- | ----- | --------- |
| 2017 | Ezra Kering        | Kenia   | 29.22 | Tabitha Wambui Gichia | Kenia    | 33.03 | Uitslagen |
| 2016 | Sam Cherop         | Kenia   | 29.55 | Tejitu Daba           | Ethiopië | 32.20 | Uitslagen |
| 2015 | Charles Cheruiyot  | Kenia   | 29.06 | Ivy Kibet             | Kenia    | 33.27 | Uitslagen |
| 2014 | Abdallah Mande     | Oeganda | 28.38 | Beatrice Chepkoech    | Kenia    | 32.35 | Uitslagen |
| 2013 | Kibrom Weldemicael | Eritrea | 29.14 | Tabitha Wambui Gichia | Kenia    | 33.08 | Uitslagen |
| 2012 | Tsegay Tuemay      | Eritrea | 28.43 | Lucy Macharia         | Kenia    | 32.40 | Uitslagen |
| 2011 | Abrar Osman        | Eritrea | 28.22 | Tabitha Wambui Gichia | Kenia    | 32.31 | Uitslagen |

### 10 EM
| Jaar | Snelste man               | Land    | Tijd  |
| ---- | ------------------------- | ------- | ----- |
| 2011 | Shadrack Kipchirchir      | Kenia   | 47.27 |
| 2010 | Henry Kipkosgei           | Kenia   | 47.10 |
| 2009 | Henry Kipkosgei           | Kenia   | 47.18 |
| 2008 | Mike Barsaiyan            | Burundi | 52.21 |
| 2007 | Boniface Biwott Cheruiyot | Kenia   | 47.10 |
| 2005 | Mariko Kiplagat Kipchumba | Kenia   | 48.10 |
| 2004 | Mariko Kiplagat Kipchumba | Kenia   | 48.49 |

### Kampioenschap van Drechterland
|      | Dames           |       |         | Heren          |       |         |
| Jaar | Naam            | Tijd  | Afstand | Naam           | Tijd  | Afstand |
| ---- | --------------- | ----- | ------- | -------------- | ----- | ------- |
| 2017 | Monique Spigt   | 26.04 | 6 km    | Richard Kramer | 37.13 | 10 km   |
| 2016 | Jolene Dijkstra | 28.46 | 6 km    | Toine Groot    | 37.47 | 10 km   |
| 2015 | Josefien Groot  | 24.26 | 6 km    | Richard Kramer | 37.28 | 10 km   |
| 2014 | Josefien Groot  | 25.51 | 6 km    | Richard Kramer | 36.42 | 10 km   |
| 2013 | Froukje Mijnen  | 25.53 | 6 km    | Richard Kramer | 36.08 | 10 km   |
| 2012 | Josefien Groot  | 21.08 | 5 km    | Rob Schilder   | 38.11 | 10 km   |
| 2011 | Josefien Groot  | 21.35 | 5 km    | Maurice Vriend | 37.21 | 10 km   |
| 2010 | Josefien Groot  | 21.47 | 5 km    | Jeroen Dodeman | 37.46 | 10 km   |
| 2009 | Josefien Groot  | 21.23 | 5 km    | Wilco Bregman  | 39.39 | 10 km   |
| 2008 | Jolene Dijkstra | 24.15 | 5 km    | Jeroen Dodeman | 37.54 | 10 km   |
| 2007 | Mariska Knijn   | 22.03 | 6 km    | Timo Beemster  | 36.57 | 10 km   |
| 2006 | Jolene Dijkstra | 21.56 | 6 km    | Maurice Vriend | 37.29 | 10 km   |
| 2005 | Mariska Knijn   | 47.19 | 10 km   | Maurice Vriend | 37.28 | 10 km   |